# Adesmus calca
Adesmus calca är en skalbaggsart som beskrevs av Maria Helena M. Galileo och Martins 2005. Adesmus calca ingår i släktet Adesmus och familjen långhorningar. Inga underarter finns listade i Catalogue of Life.